# کهورآباد چاه چوپان ۲
کهورآباد چاه چوپان ۲، روستایی در دهستان حومه بخش چاه مرید شهرستان کهنوج در استان کرمان ایران است.

## جمعیت
بر پایه سرشماری عمومی نفوس و مسکن در سال ۱۳۹۵، جمعیت این روستا برابر با ۲۷۳ نفر (۸۵ خانوار) بوده‌است.